# Battaglia di Fujigawa
La battaglia di Fujigawa (富 士川 の 戦 い) (Fujigawa no tatakai), la "battaglia che non fu mai combattuta", fu uno scontro della guerra Genpei nel periodo Heian della storia giapponese, avvenuta ai piedi del Fuji nell'attuale Prefettura di Shizuoka.

## Antefatto
Nell'agosto 1180, dal suo quartier generale di Kamakura, Minamoto no Yoritomo aveva inviato il suo servitore Hōjō Tokimasa a convincere i clan alleati Takeda, della provincia di Kai, e Nitta, della provincia di Kozuke, a unire le forze con lui contro i clan Taira. Yoritomo aveva poi tentato di riunirsi con i suoi alleati a settembre, venendo però sconfitto nella battaglia di Ishibashiyama in cui aveva perso l'intero esercito. Dopo essere fuggito a Chiba, aver formato una nuova armata passando il mese di ottobre trincerato a Kamakura, ai primi di novembre abbandonò nuovamente la posizione fortificata marciando verso la provincia di Suruga.

## La battaglia
Mentre Yoritomo attraversava la provincia di Suruga, pianificò un incontro con il clan Takeda e altre famiglie delle province di Kai e Kōzuke ai piedi del monte Fuji. Intanto un esercito Taira al comando di Taira no Koremori, che il padre adottivo Kiyomori aveva inviato a sconfiggere Yoritomo, era arrivato marciando lungo la costa. I Taira temevano (e non a torto) di trovarsi in inferiorità numerica, il morale era basso e si aspettavano un attacco a sorpresa così si accampatono sulla riva occidentale del fiume Fuji senza attraversarlo per attaccare battaglia.
Nella notte del 9 novembre Yoritomo lanciò un attacco contro il campo Taira. Quando le forze di Takeda Nobuyoshi entrarono nel fiume per attraversarlo, tutti gli uccelli acquatici presenti nelle vicinanze si sollevarono in volo contemporaneamente allarmando i Taira. Accortosi di essere sotto attacco, I generali Taira decisero di non essere in condizione di combattere e ordinarono la ritirata. Così il grosso delle truppe Taira, senza che nemmeno avesse combattuto, si ritirò improvvisamente ponendo fine alla battaglia. La ritirata che si trasformò ben presto in rotta confusa durante la quale Taira no Koremori perse gran parte delle sue truppe. Senza più nessun esercito Taira ad ostacolarli Yoritomo e i suoi alleati poterono occupare le province orientali.